# Castillo de Gaillon
El castillo de Gaillon (en francés: château de Gaillon) es un castillo renacentista de Francia, construido en el sitio de un anterior castillo medieval, situado en la comuna de Gaillon en el departamento francés de Eure y la región de Normandía. El castillo está situado en la parte alta de la ciudad de Gaillon (7117 hab. en 2013), a apenas unos 90 km de París y a 3 km del río Sena.
Fue el primer castillo renacentista en Francia (1500-1509), seguido por el castillo de Blois. Es un ejemplo mayor de la transición del gótico flamígero (también llamado tardío) y el Renacimiento. El aspecto actual del castillo es en gran parte el resultado de su pasado como prisión, sin embargo, el pabellón de entrada sigue siendo un ejemplo sobresaliente de la arquitectura del Renacimiento francés.
Fue objeto de una clasificación al título de monumento histórico por la lista de 1862 y luego de varias protecciones más.

## Historia

### Los retos de una fortaleza
En 1192, tras un acuerdo concluido entre Felipe Augusto, rey de Francia, y Juan sin Tierra, rey de Inglaterra y duque de Normandía, Gaillon quedó bajo el control del rey de Francia, así como el Vexin normando y algunas otras fortalezas, incluyendo Evreux. Juan sin Tierra era solamente el rey sustituto durante el cautiverio de su hermano Ricardo Corazón de León. Ricardo, después su liberación y retorno a tierras normandas en 1194, derrotó a los capetos en Fréteval y recuperó algunas de sus posesiones en el Vexin. Pero perdió Gaillon y Vernon, según los términos del tratado de Gaillon de 1196 suscrito de nuevo con Felipe Augusto. Este último confió la defensa del castillo de Gaillon al líder mercenario Lambert Cadoc y a sus tropas. Se le cedió en 1197 para agradecerles sus hechos de guerra.
Esa fue la razón por la que Ricardo Corazón de León debió consolidar sus posiciones en la frontera de Normandía haciendo construir el castillo Gaillard en Les Andelys, en la otra orilla del río Sena, casi frente a Gaillon, a menos de 10 km. El castillo finalmente entró en el dominio real en 1200, por el tratado de Goulet. Precedió en esto a la caída de la plaza fuerte de Andelys, a la toma de Ruan y a la conquista de la totalidad de Normandía que siguió en 1204.
Lambert Cadoc, por su parte, fue el señor de Gaillon desde 1197 a 1220.· En esa fecha Philippe Auguste retomó el castillo por la fuerza y arrojó a Lambert Cadoc en prisión, debido a las quejas que recibió a causa del robo practicado por este último en Pont-Audemer, de donde era el bailli.

### La metamorfosis en residencia de verano

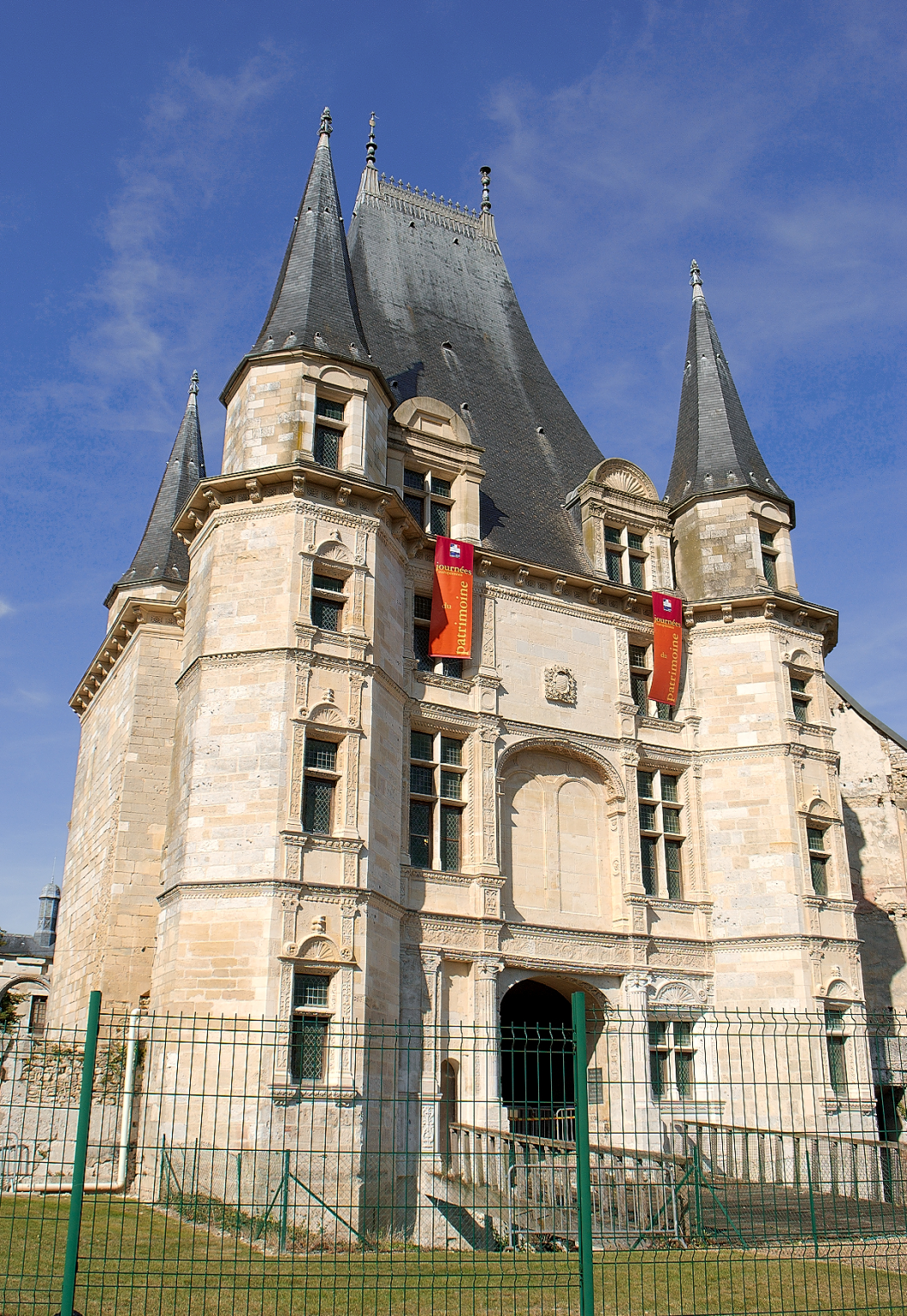
Le Châtelet, una de los principales ejemplos del primer Rencacimiento francés (entrada al sitio, 2008)

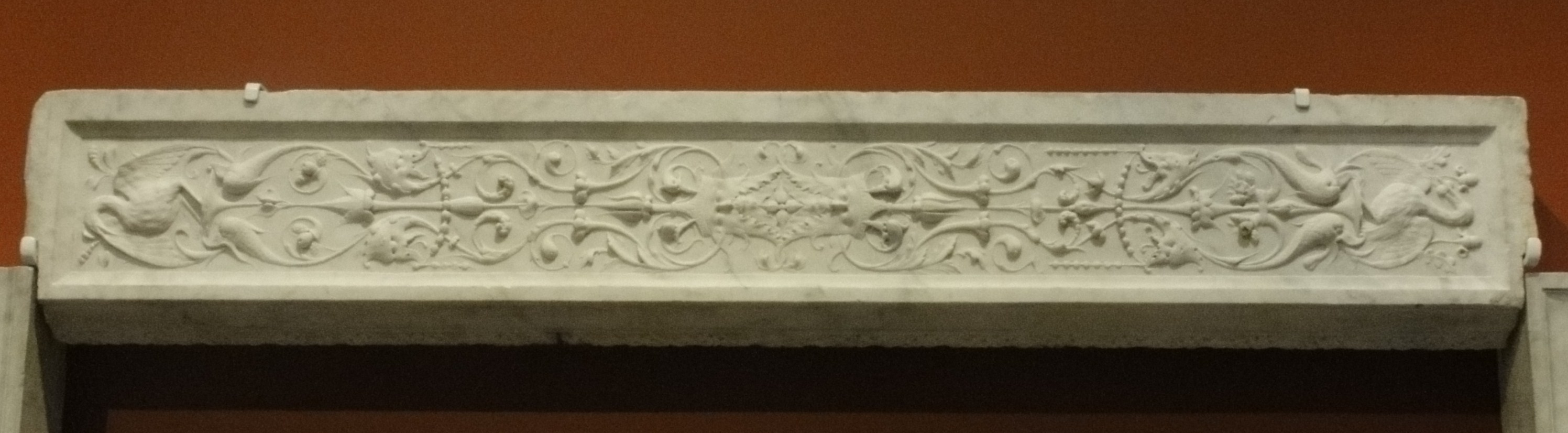
Soffite de porte - salavaguardado por Alexandre Lenoir

En 1262, Eudes Rigaud, arzobispo de Ruan, obtuvo el castillo del rey Luis IX por intercambio con unos molinos de Ruan y de 4000 libras El castillo pasó a ser propiedad perpetua de los arzobispos y su residencia de verano.
La metamorfosis en marcha en el castillo pronto interesó muy pronto a varias autoridades hasta el punto que se menciona el regreso de Luis IX desde el 16 de diciembre de 1263, la estancia de dos personajes cercanos al papa en 1265 y 1269 (incluido Raoul de Grosparmy, cardenal-obispo de Albano, que también pasó a ser obispo de Evreux y fue guardián del sello de Luis IX) y la visita del rey Felipe V el Largo en 1320.
Las disputas continuas entre los reyes de Francia e Inglaterra (guerra de los Cien Años) supuso una parada en los proyectos episcopales. De hecho, los días siguientes al 17 de agosto de 1424, el Juan de Lancaster, duque de Bedford, vencedor de la batalla de Verneuil ordenó la demolición de todas las fortificaciones, librándose únicamente, a solicitud de las autoridades eclesiásticas, al hôtel gaillonnais del arzobispo.
Fue en esas condiciones que los Amboise, arzobispos de Ruan, harán a partir de esas ruinas el primer palacio del Renacimiento en Francia.

### Castillo renacentista

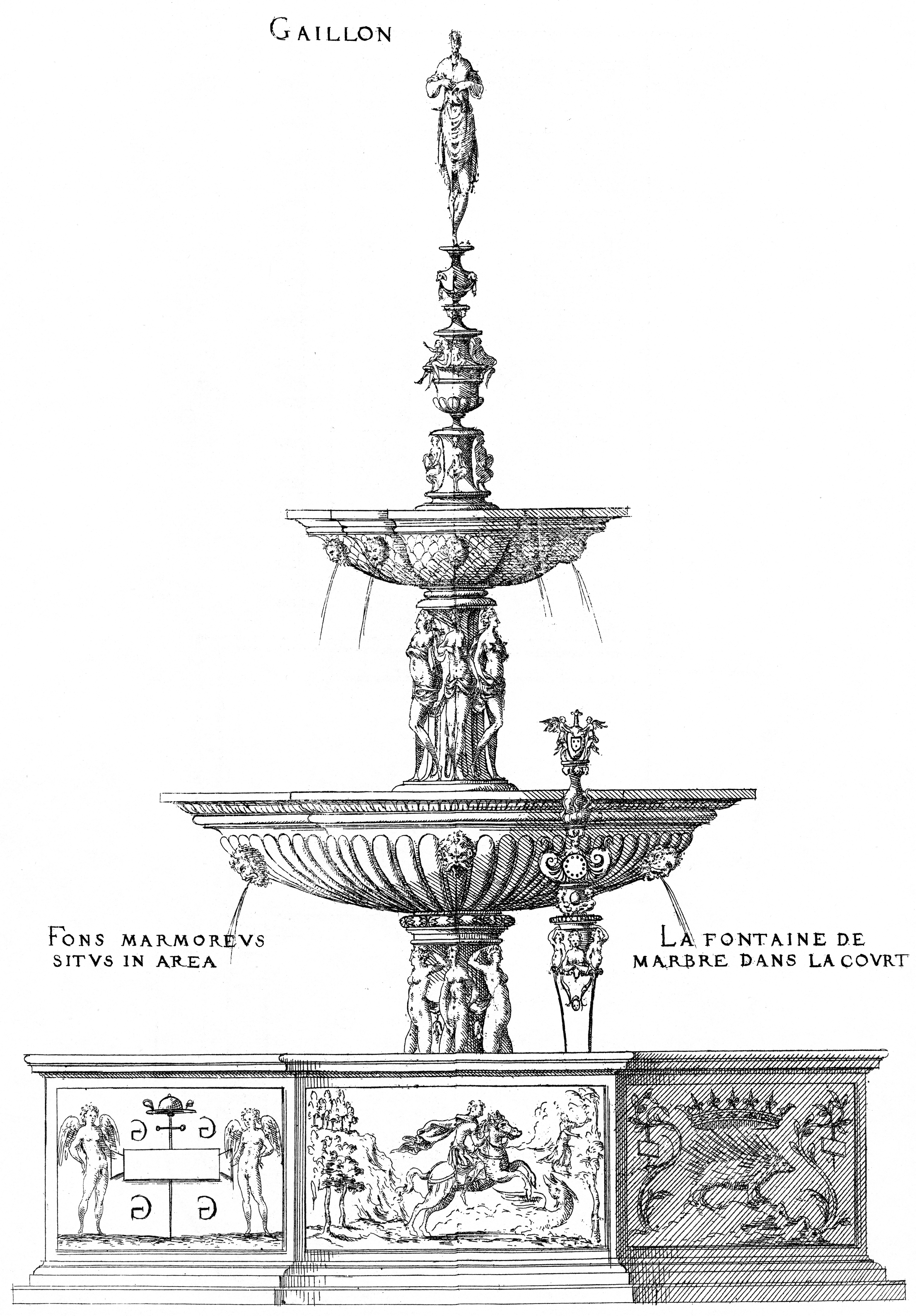
Fuente en mármol de Carrara importada para la decoración del patio de honor. Grabado recogido en Le premier volume des plus excellents Bastiments de France, de Jacques I Androuet du Cerceau

Hubo que esperar hasta 1454 para que el arzobispo Guillaume d'Estouteville embellezca el castillo, mediante la construcción del «Ostel Neuf».
Georges d'Amboise (1460-1510), será el segundo arzobispo que realizara un trabajo importante en el castillo, transformándolo en un castillo renacentista. Entre 1499 y 1503, Georges d'Amboise, que también fue ministro de estado, dirigió ciertas operaciones militares en el norte de Italia, contra el Ducado de Milán. En el marco de esos enfrentamientos tomó contacto con la cultura del Renacimiento, de la que fue uno de los introductores en Francia. Maravillado por el arte y la arquitectura italiana, eligió Gaillon para realizar su "palacio italiano."
La transformación se llevó a cabo en dos etapas. De 1502-1506, Georges d'Amboise utilizó constructores del valle del Loira, tales Guillaume Senault y Colin Byard. De 1506 a 1509, el castillo de Gaillon se convierte en el primer castillo renacentista en Francia. Georges d'Amboise hizo llamar a muchos artistas italianos, entre ellos a Andrea Solari (diciembre de 1507) y ruaneses. Así, en 1509, una fuente monumental tallada en mármol de Carrara fue enviado desde Italia vía Honfleur para ser colocada en el patio. Esta fuente había sido encargada el 14 de septiembre de 1506 por la República de Venecia a los escultores genoveses Agostino Solari, Antonio della Porta y Pasio Gaggini, en reconocimiento al cardenal de Amboise que había logrado expulsar a los Sforza de Milán. Un sobrino de Georges d'Amboise, Georges II, continuó los trabajos para poner fin a la capilla.
Las obras de construcción continuaron durante muchos años para embellecer el castillo. En 1508, una correspondencia escrita tiene una apreciación elogiosa del entorno del edificio, designado como «el más bello y más maravilloso que hay en toda Francia».
Jacques Nicolas Colbert —hijo del ministro Jean-Baptiste Colbert— encargó a Jules Hardouin Mansart la construcción del pabellón que lleva su nombre, una orangerie  de estilo clásico, mientras que André Le Nôtre se ocupó de los jardines en 1691. En el siglo XVIII, la fuente italiana ya estaba en malas condiciones debido a la falta de mantenimiento, y el cardenal de Saulx-Tavannes la hizo desmontar. Su cuenca (de cuatro metros de diámetro) y su base fueron transportadas al château de Liancourt, propiedad de los La Rochefoucauld en Picardía; después fueron trasladados al château de La Rochefoucauld, en Angoumois, donde adornan la explanada sur.
El último arzobispo que residió en Gaillon fue Dominique de La Rochefoucauld, diputado del clero a los Estados generales de 1789

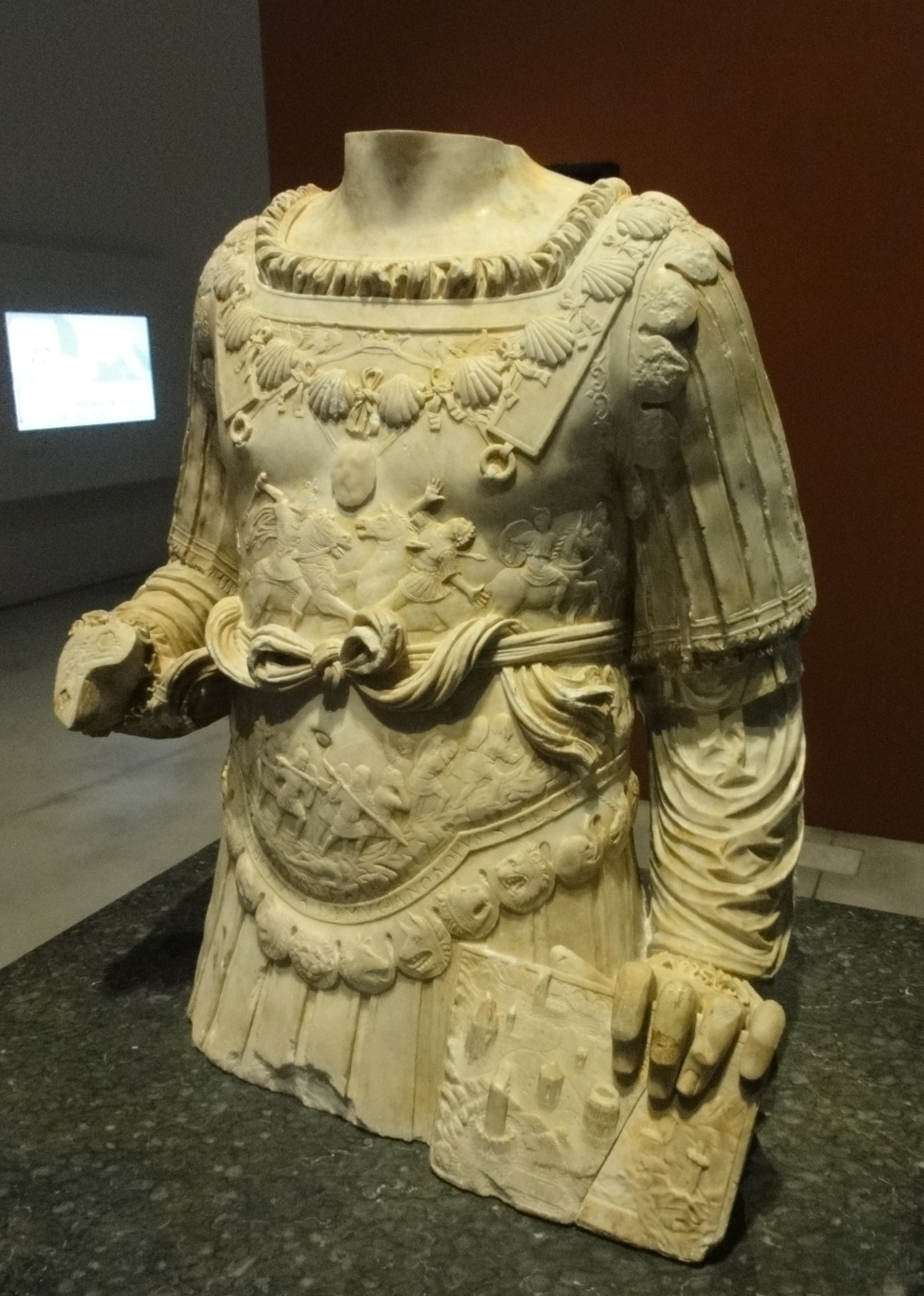
Louis XII (parte)
de Lorenzo da Mugiano
salvaguardado de la Porte de Gênes por el medievalista Alexandre Lenoir

Documentos históricos que muestran el castillo
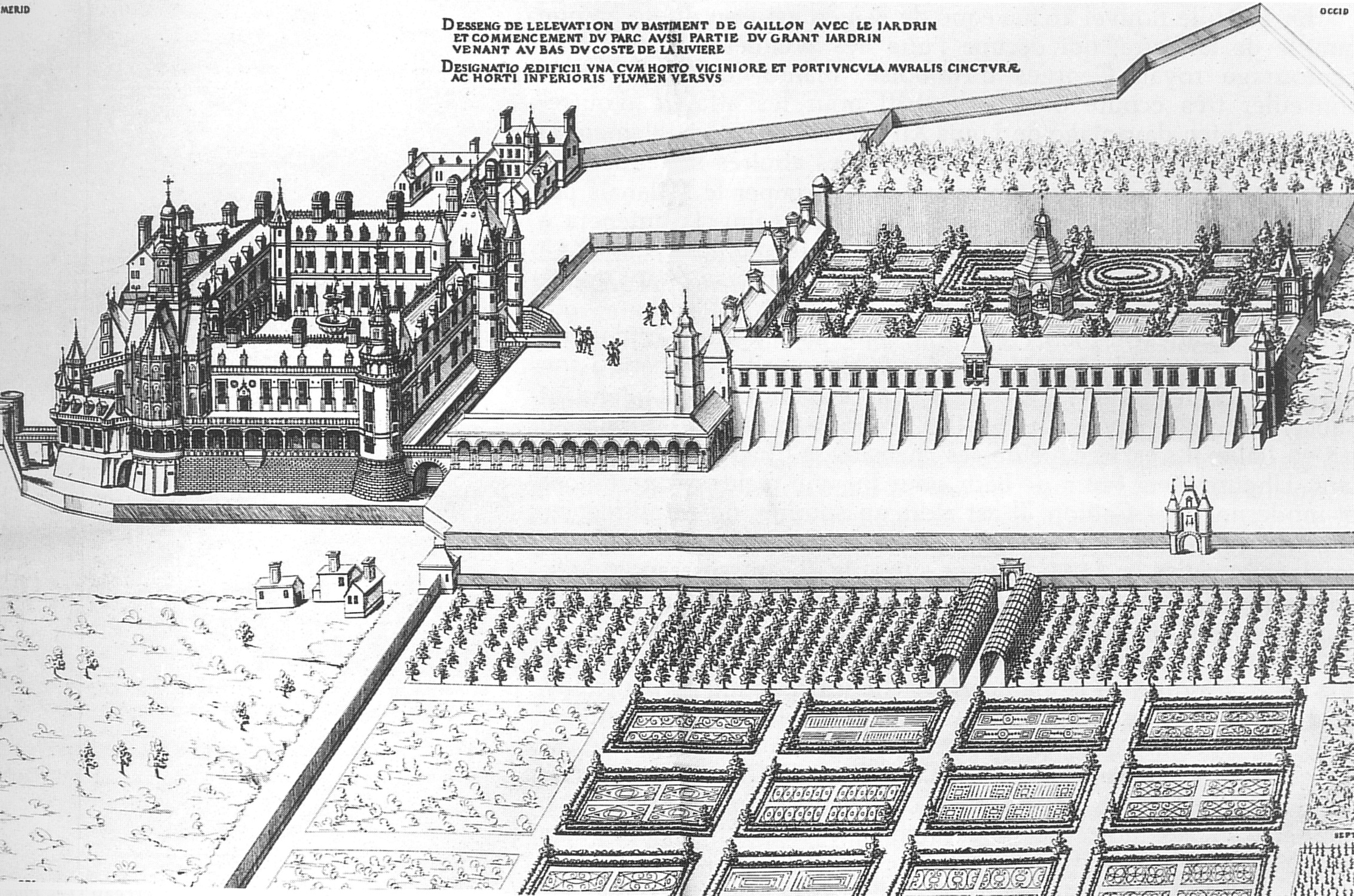
El château y sus jardines reproducidos por du Cerceau en 1576 (grabados de Louis-Henri Brévière).
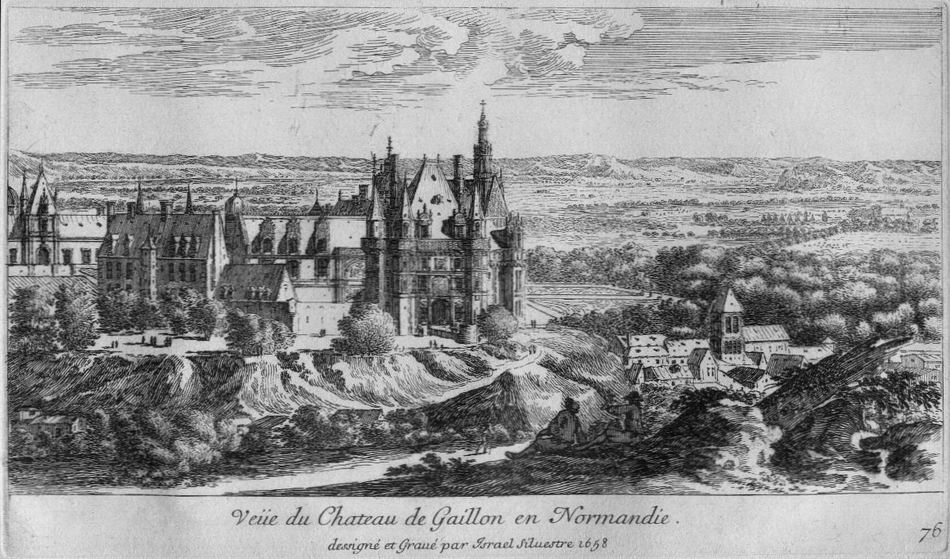
El château en 1658 por Israël Silvestre.
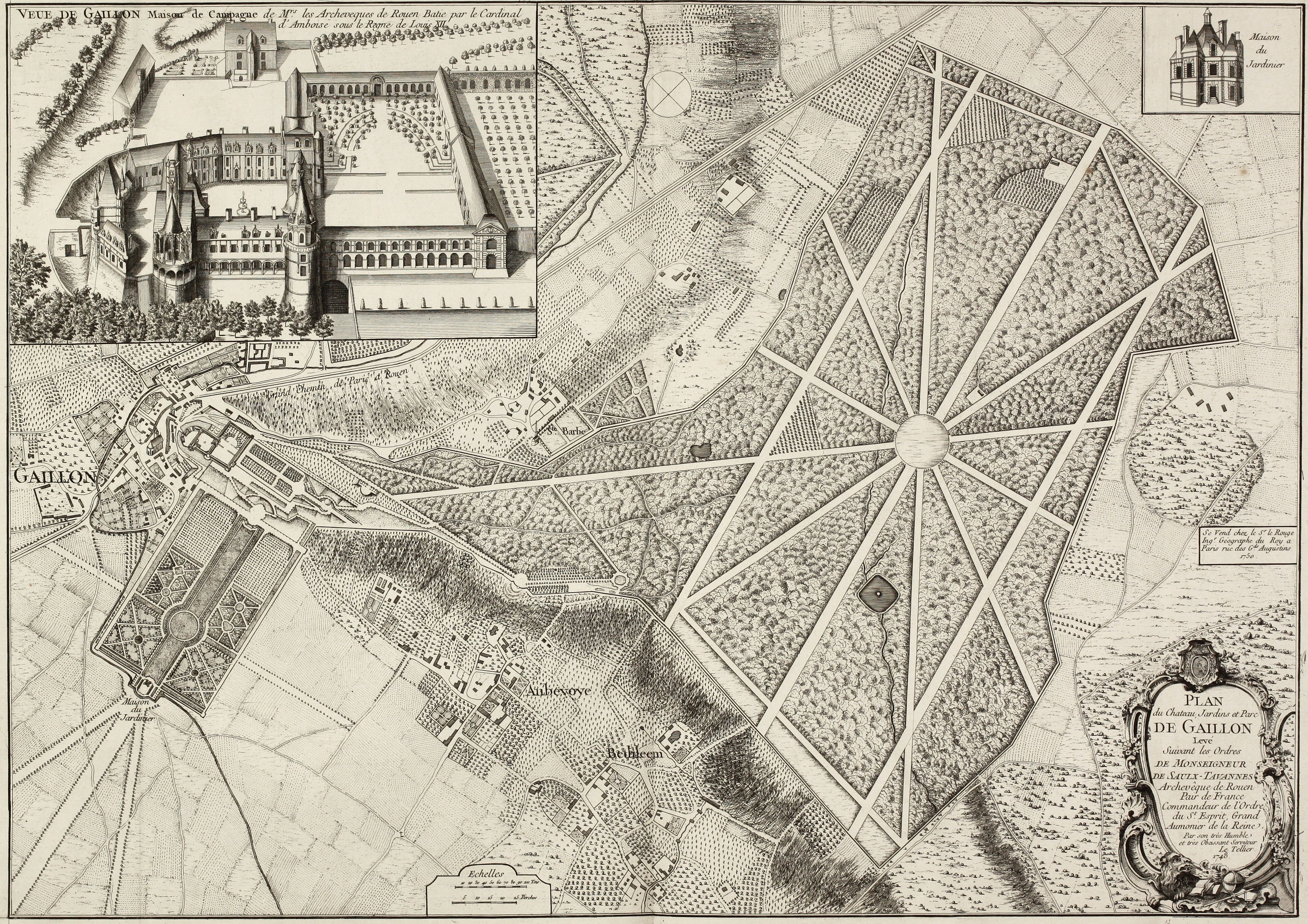
Planta del château y de los jardines en 1748 por Le Tellier.

### Una casa central

#### Gaillon, establecimiento carcelario

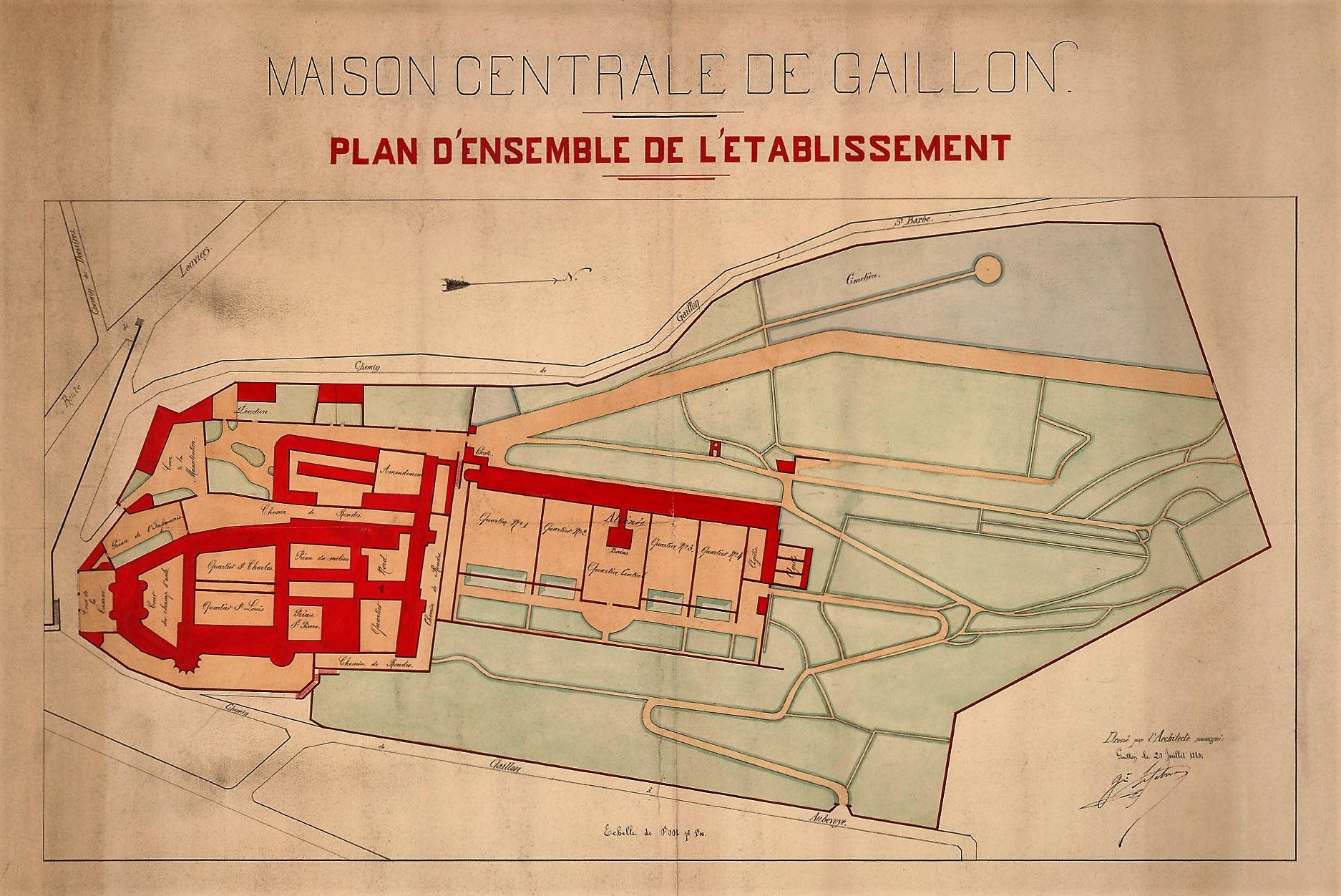
Plan masse maison centrale, del arquitecto Louis-Ambroise Dubut

En 1793, el castillo fue saqueado. Por decreto de 3 de diciembre de 1812, se convirtió en propiedad del Estado después de su compra por parte de la administración de Napoleón I por 90 000 francso.
El prefecto de Eure Barthélémy François Rolland de Chambaudoin propuso transformar el antiguo castillo para establecer en él la casa central "regional" (registrado oficialmente por decreto del 3 de enero de 1812).
Los arquitectos Louis-Ambroise Dubut y Croust fueron llamados para transformar el castillo en un centro penitenciario. Fue entonces cuando se destruyeron tres cuartas partes. La casa central se abrió el 5 de noviembre de 1816, y finalizaron las obras de acondicionamiento en 1824. Entre 1824 y 1868, el castillo de Gaillon continuó acogiendo a delincuentes, incluidos menores. La nueva central se estableció rápidamente como uno de los mayores centros de detención en Francia. La explosión en el número de menores detenidos fue particularmente sensible a partir de 1840 y del envío de una circular del ministro Duchâtel. En ese momento, el centro acogía a más de un centenar de jóvenes delincuentes al año, a menudo de París y sus alrededores, así como de Ruan.
El castillo fue objeto de una clasificación como monumento histórico por la lista de 1862. A partir del 25 de septiembre de 1868, la prisión separó a los niños de los adultos.
En 1876, en el emplazamiento de los Jardins Hauts, se construyó el primer establecimiento en Francia para personas con retraso mental y epilepsia (todavía subsiste la Maison grise). En 1901, la central fue cerrada y los presos fueron trasladados a otros establecimientos.

#### Gaillon, patrimonio carcelario
El siglo XXI vio una valorización de las huellas del pasado carcelario del castillo. Los graffiti fueron objeto de trabajos de censo y de protección, que alcanzó tanto al castillo como a la Maison grise, testimonio de un edificio largo creado para albergar a los menores preventivos, y después de la transferencia de estos a Douaires, a los alienados.

### Guarnición militar

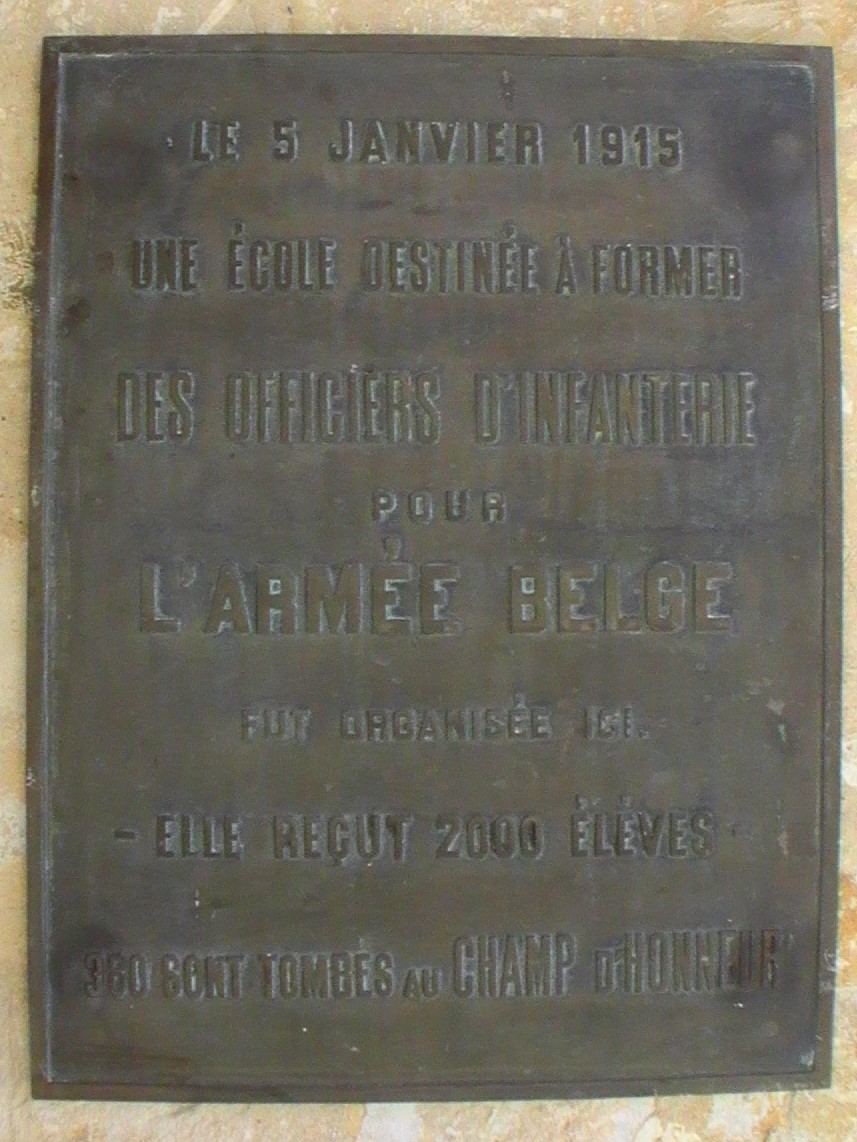
Placa conmemorativa del CISLA

Un destacamento de 74.º regimiento de infantería estacionado en Rouen (barrio Pelissier) ocupó la antigua casa central.
A partir del 24 de diciembre de 1914, se estableció en el edificio un centro de formación de oficiales lugartenientes auxiliares de infantería (CISLA I) para la reorganización del ejército belga, para re-equiparlos y entrenarlos después de la devastación causada por los primeros meses de la Primera Guerra Mundial. Su director fue el comandante Neuray.
El conde Pierre Ryckmans hizo una estancia en Gaillon. En julio de 1917, René Glatigny solicitó y obtuvo su paso a la infantería. En octubre de 1917, fue enviado a Bayeux (Calvados) con el fin de seguir el curso del centro de formación de suboficiales de infantería (CISOI) del ejército belga. El 24 de febrero de 1918, fue nombrado suboficial y enviado al CISLA. La sesión de Gaillon se terminó el 31 de julio. Salido brevemente, René Glatigny retornó al frente donde murió de lesiones días después del 28 de septiembre de 1918.
Una placa testimonio de este centro de entrenamiento militar histórico es visible a la entrada del castillo. Por otra parte, la tumba de un soldado belga fue incorporada en la sección militar del cementerio.

### El «Renacimiento» del château
En 1925, el castillo fue vendido en una subasta. Los terrenos del noroeste, parte del antiguo parque, fueron objeto de una clasificación al título monumentos históricos desde 8 de septiembre de 1965. El Estado lo readquirió el 13 de mayo de 1970 y comenzó un largo procedimiento judicial. El 17 de marzo de 1975, la adquisición se formalizó. Georges Duval, arquitecto en jefe de los monumentos históricos, inició un estudio para la restauración del edificio. Los trabajos comenzaron en 1977. Los elementos conservados en la Escuela de Bellas Artes de París fueron devueltos al castillo.
Las parcelas de los jardines antiguos, los restos de la cerca, así como los restos arqueológicos presentes y futuros fueron objeto de una inscripción al título de monumento histórico desde el 2 de agosto de 1996.
En septiembre de 2009, se fundó en Gaillon la «Association pour la Renaissance du Château de Gaillon» (ARC). Desde su fundación, junto con la comuna de Gaillon, tuvo por objetivo la reapertura del castillo al público y la recuperación del monumento. En el verano de 2011, el castillo abrió de nuevo sus puertas, reforzado con una nueva exposición llevada a cabo por la ARC, y una maqueta del castillo tal como se podía ver en el siglo XVI.

## Galería de imágenes

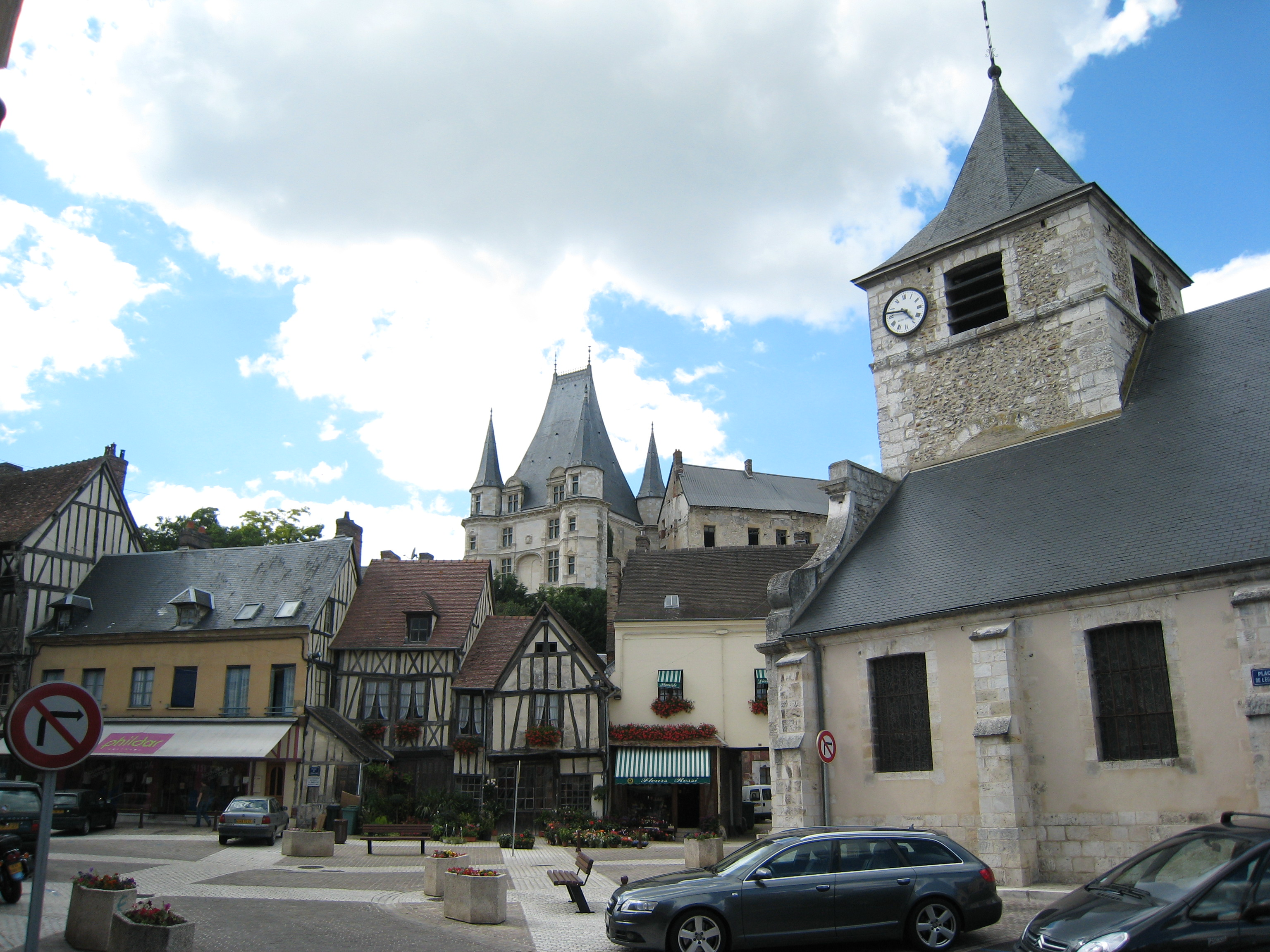
El castillo sobresaliendo en el caserío de Gaillon.
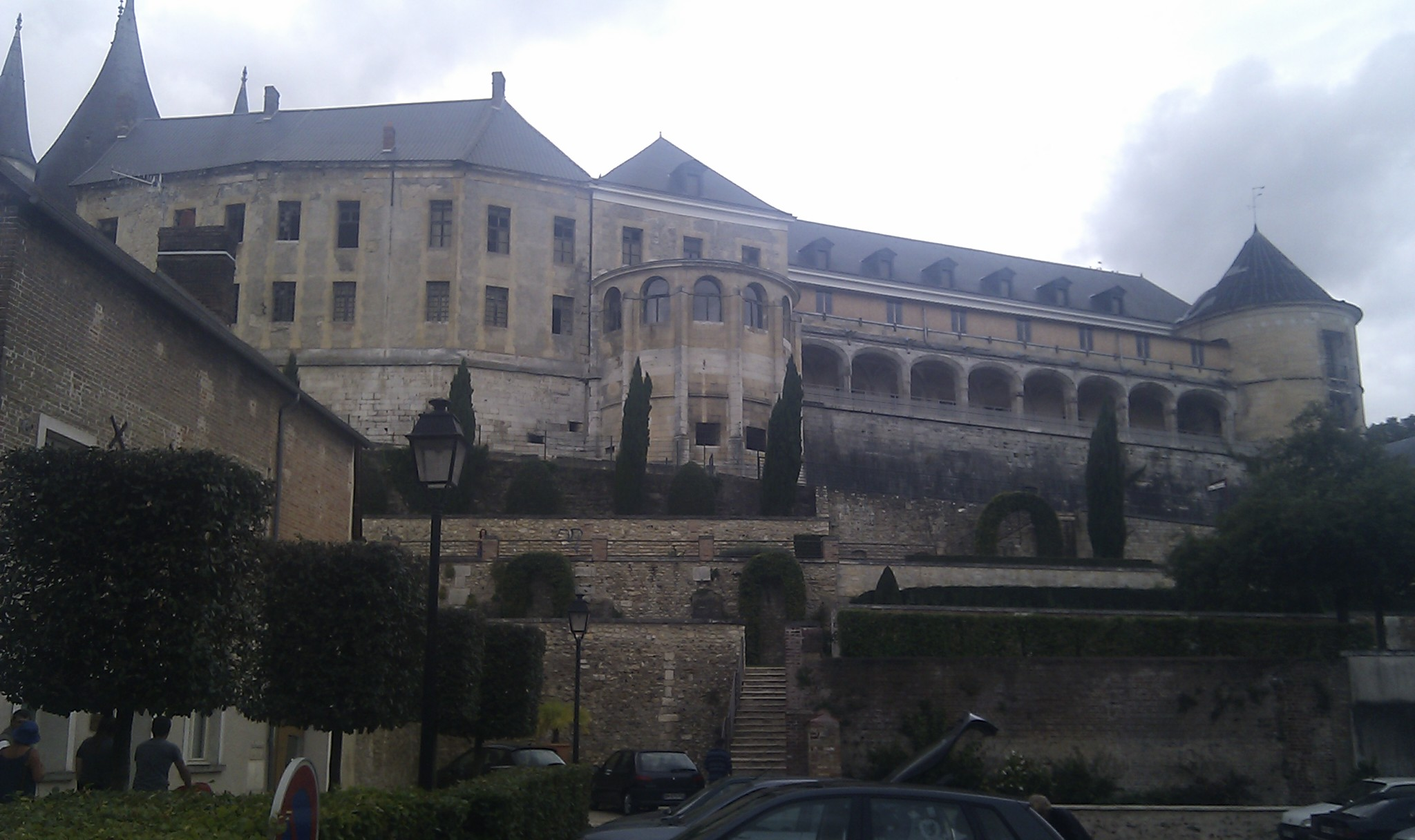
Vista del castillo (verano 2012).
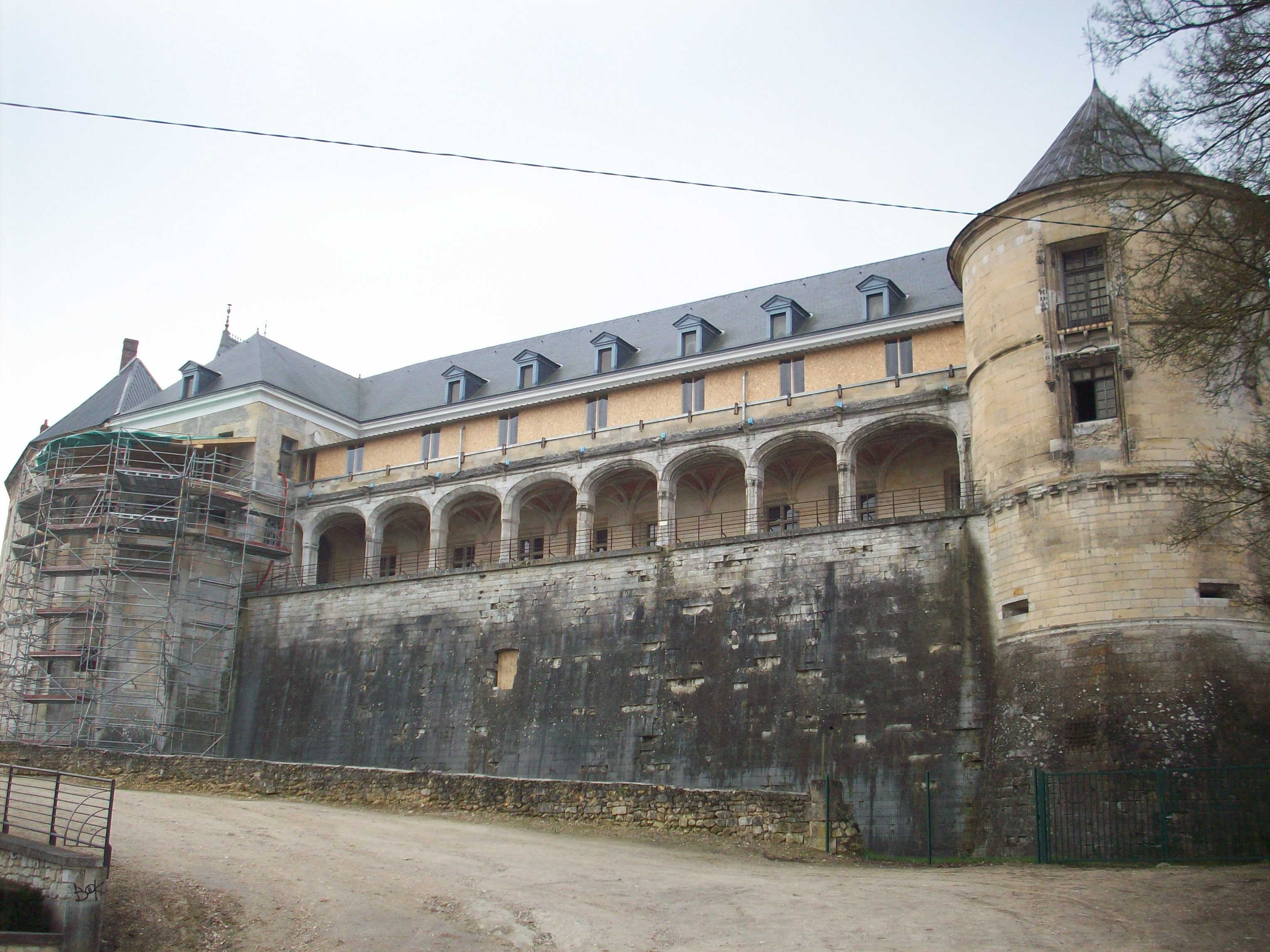
Galería sobre el Valle, que enlaza la capilla baja (oculta detrás de las construcciones) y la torre de la Sirène.
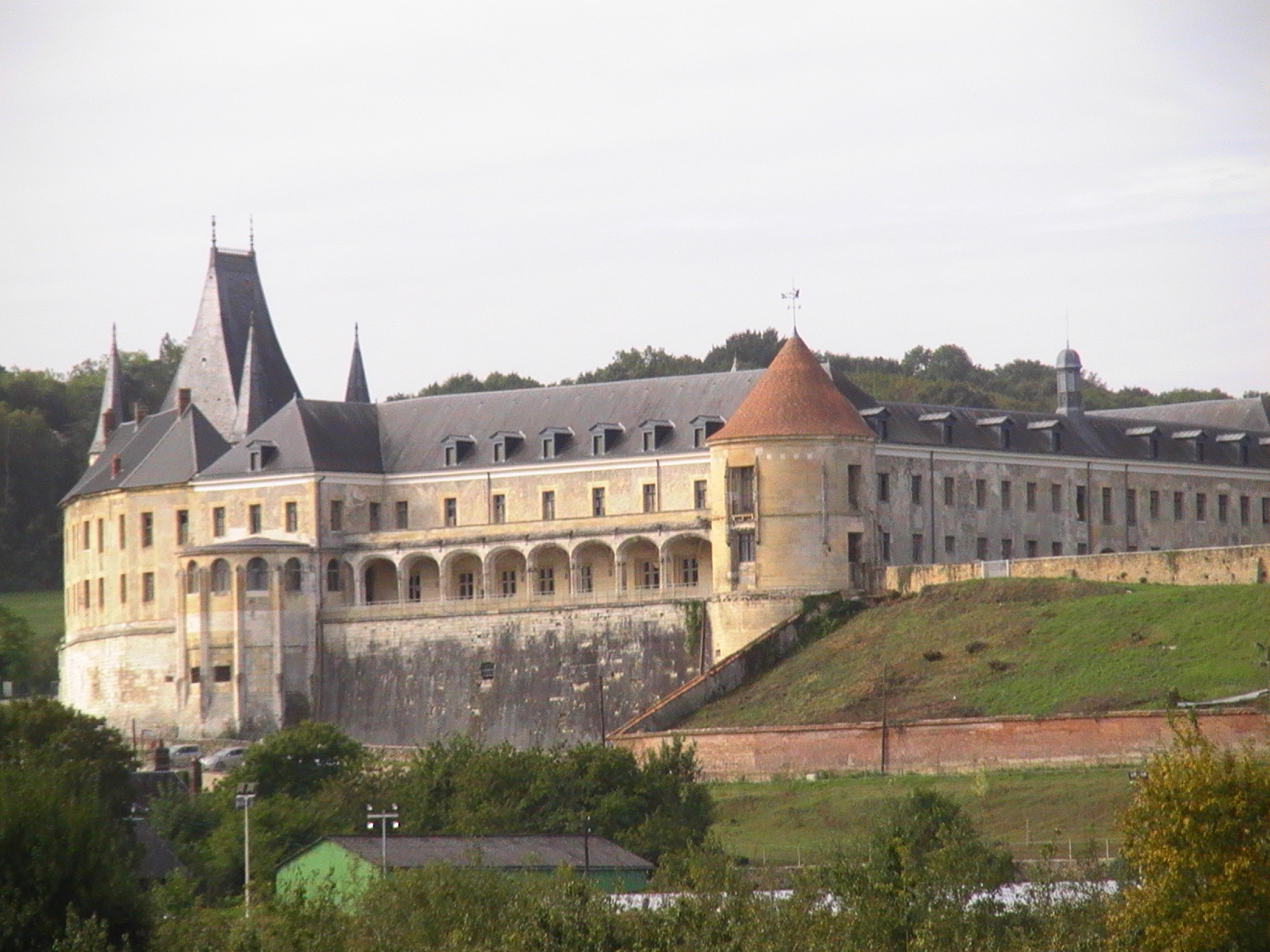
lado del valle del Sena, con la Torre de la Sirène con una cubierta nueva.
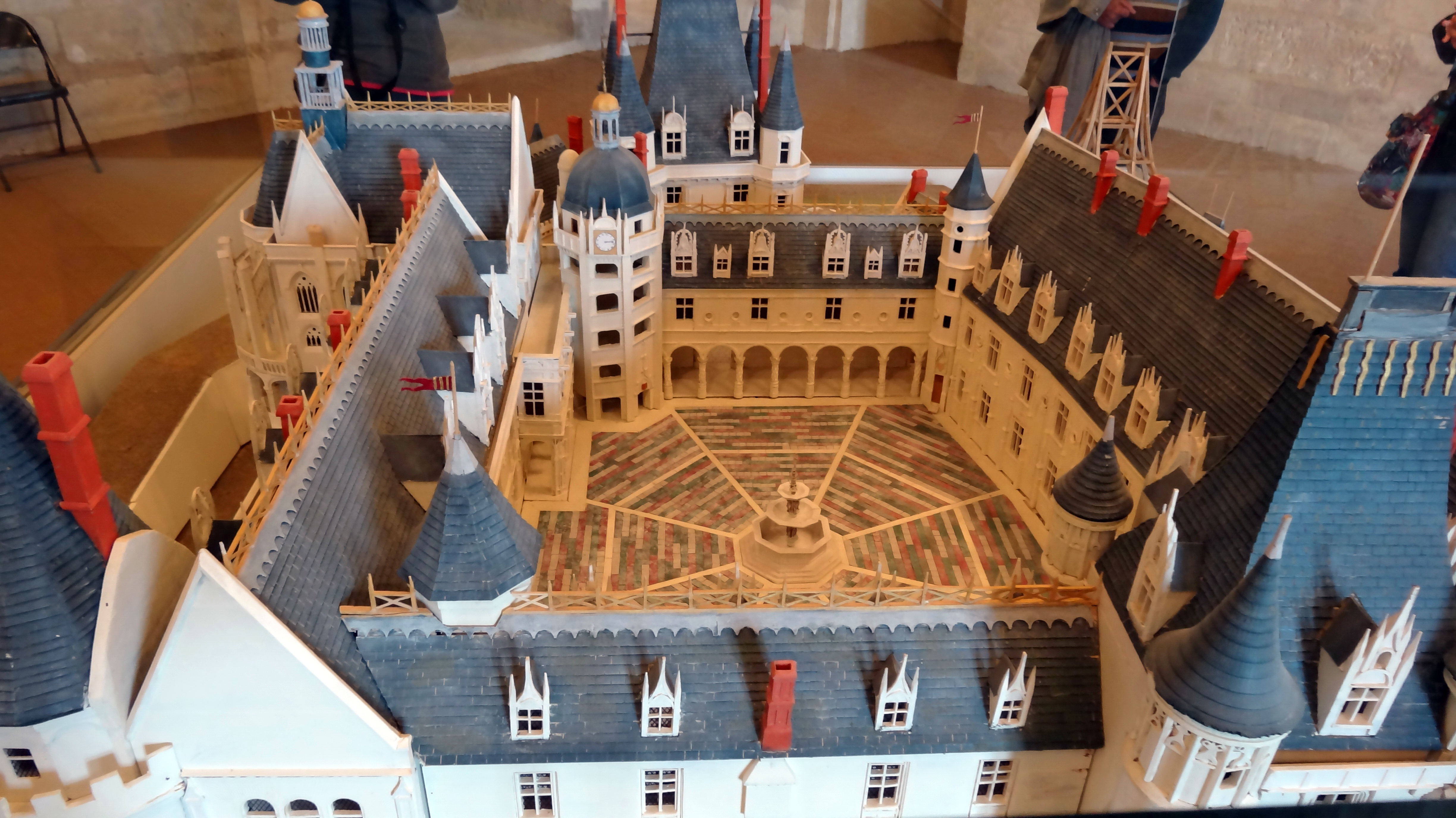
Una de las maquetas del château

Detalles
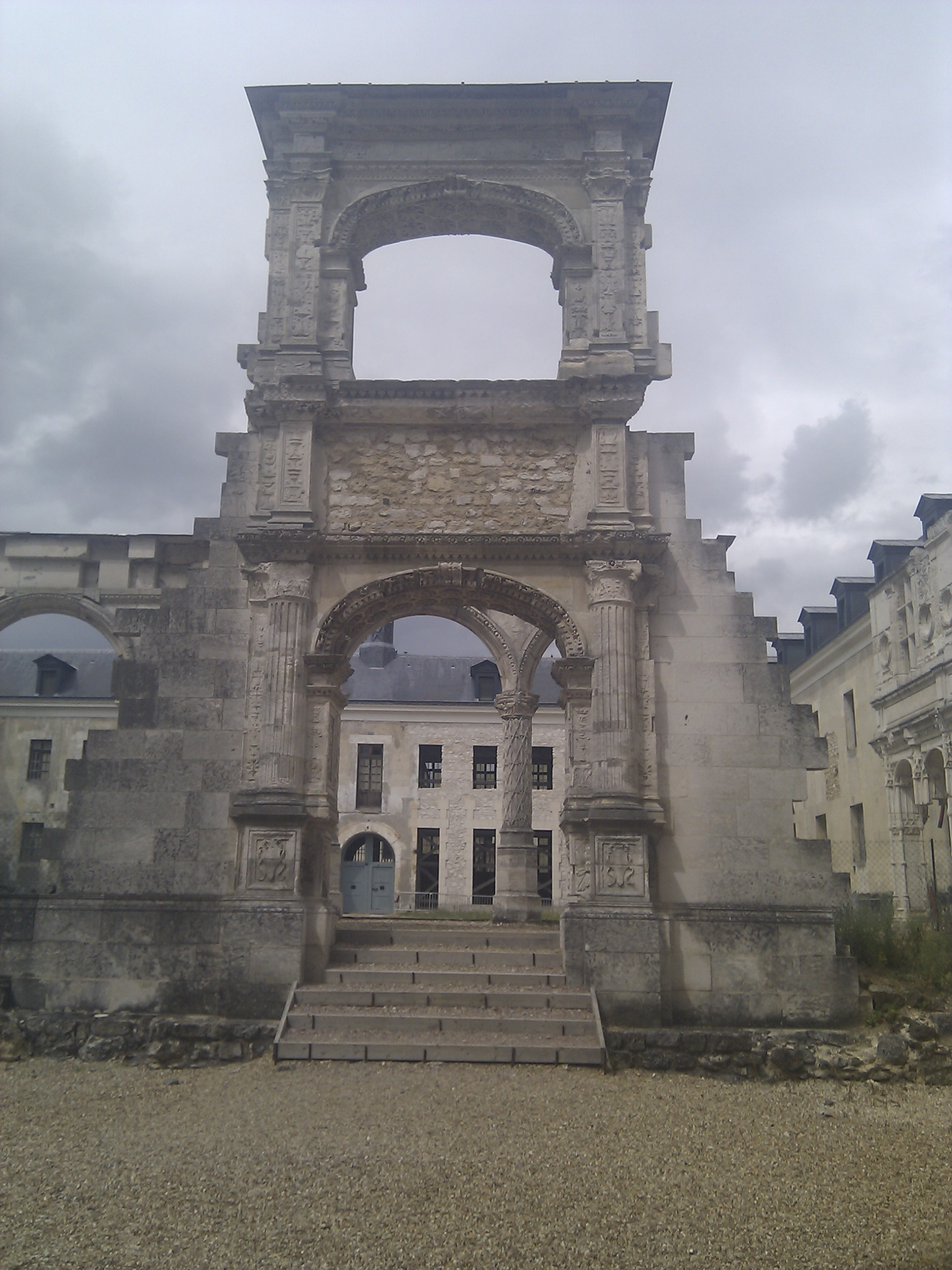
Puerta de Gênes.
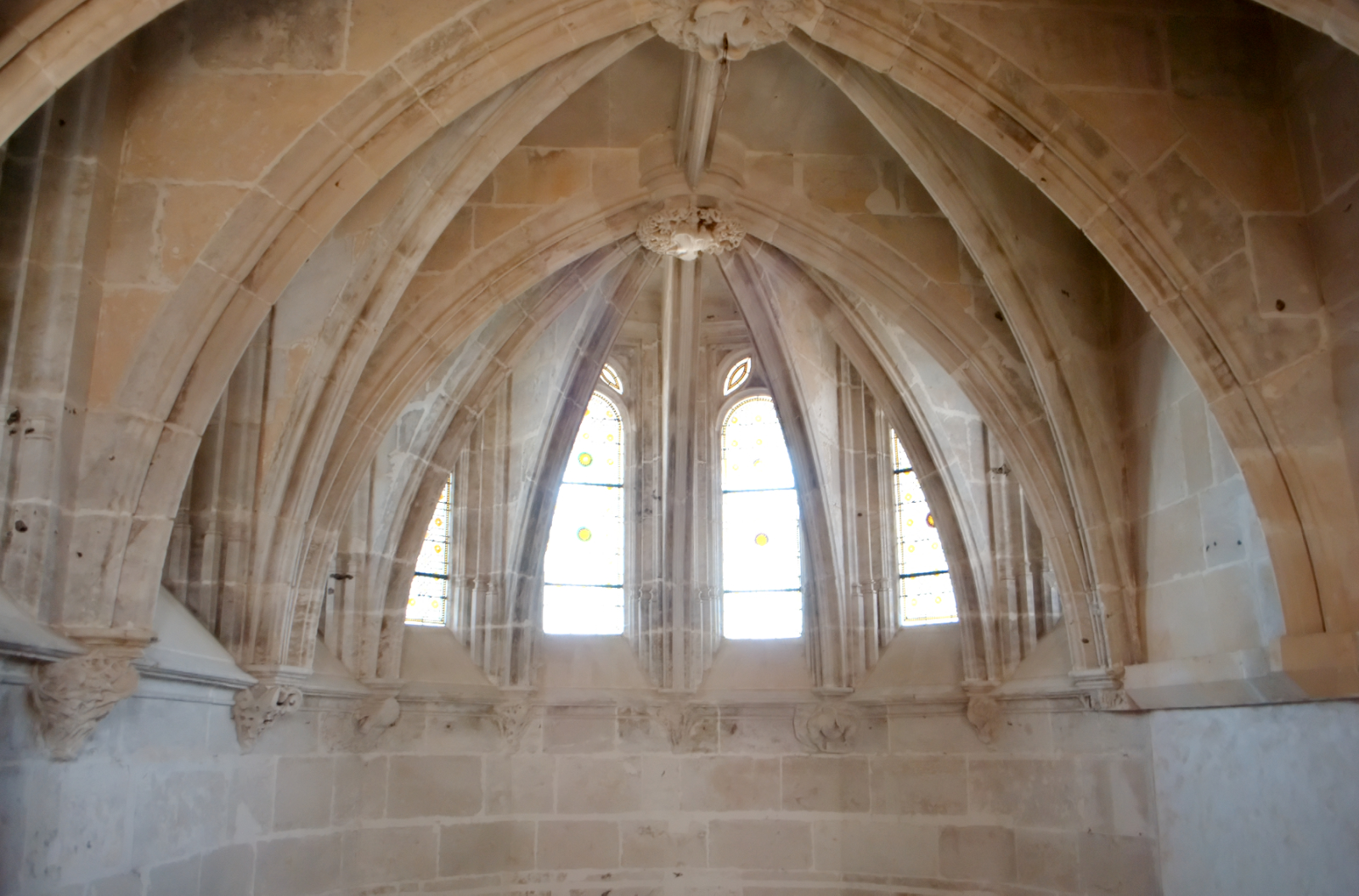
Interior de la capilla baja (parte superior).
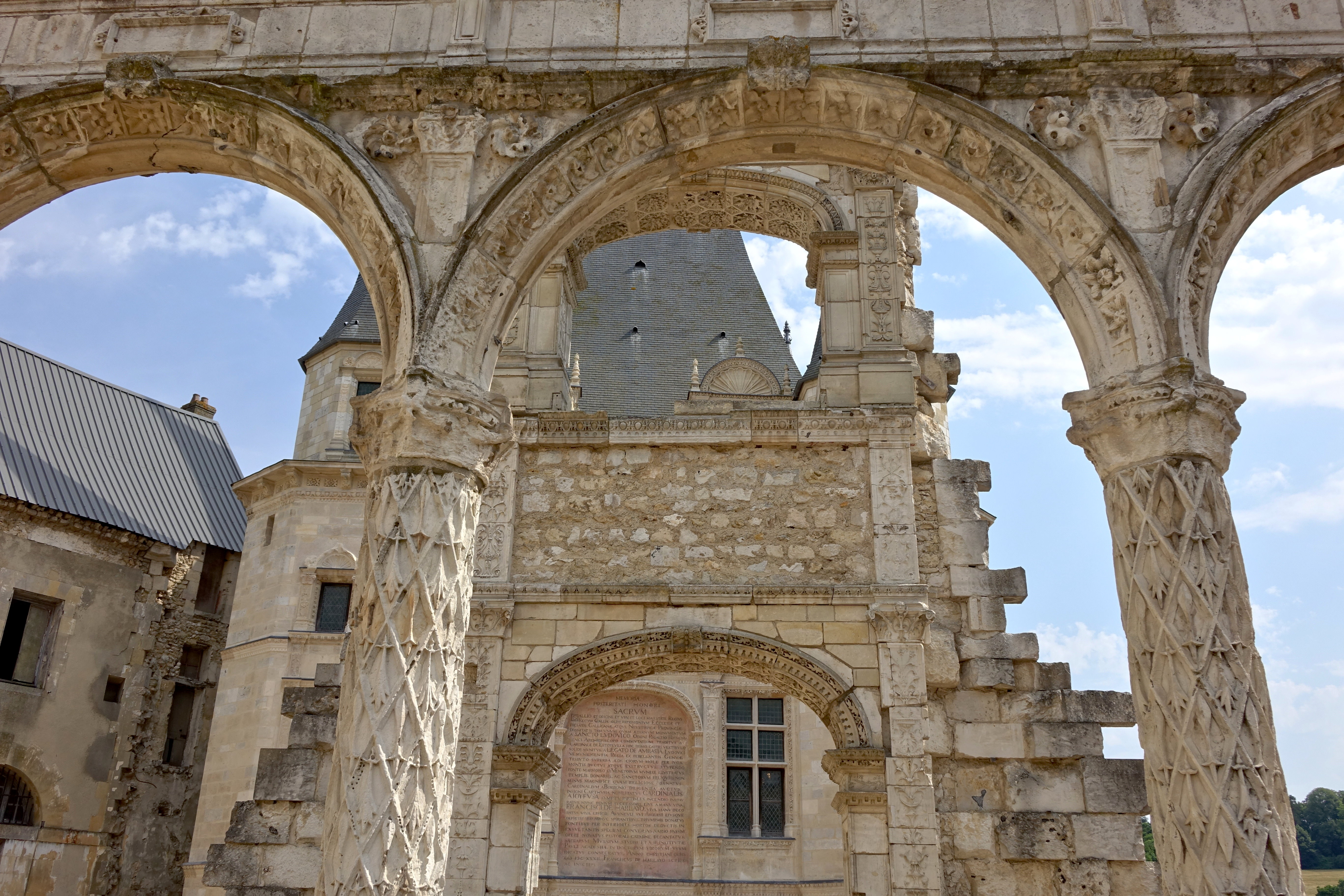
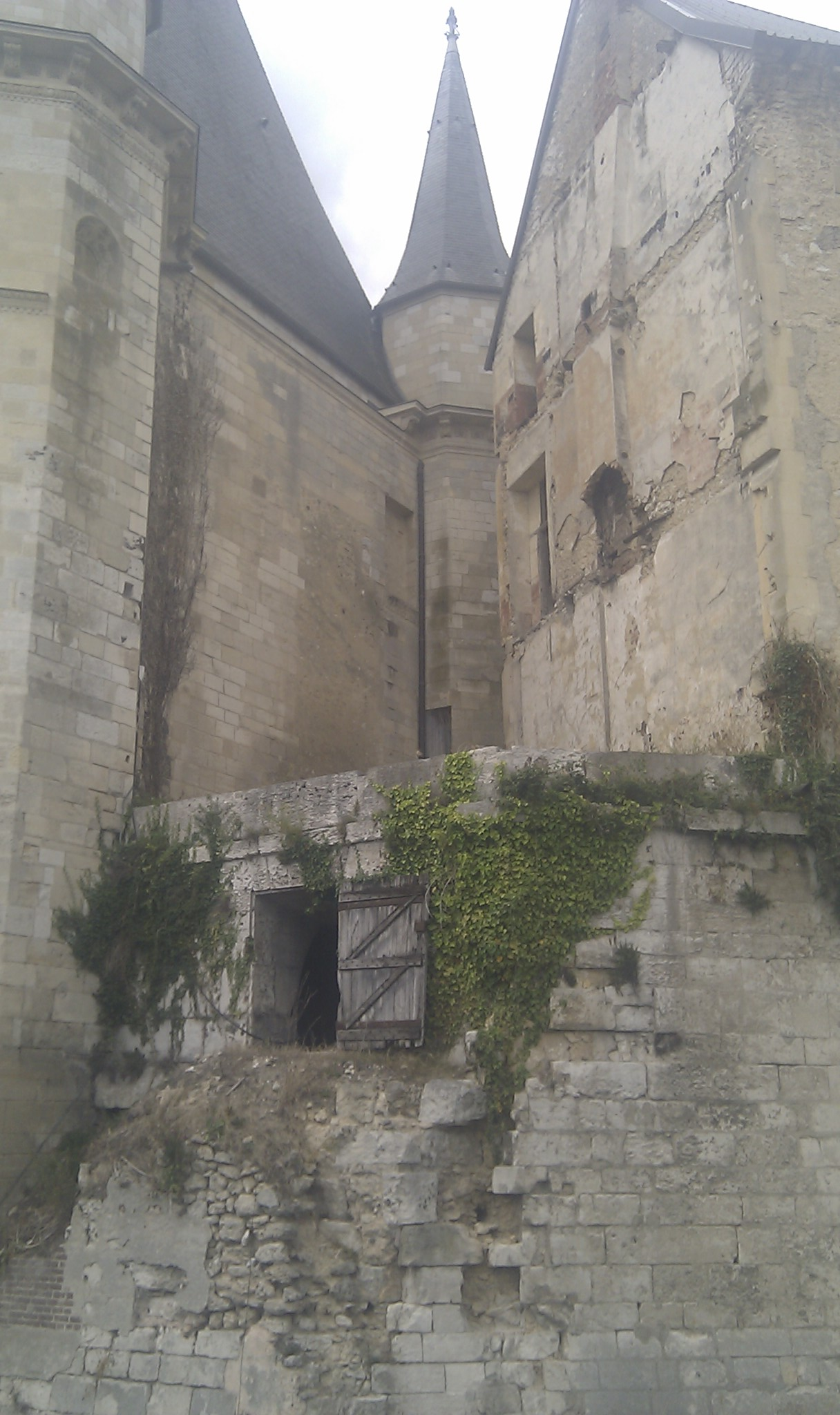
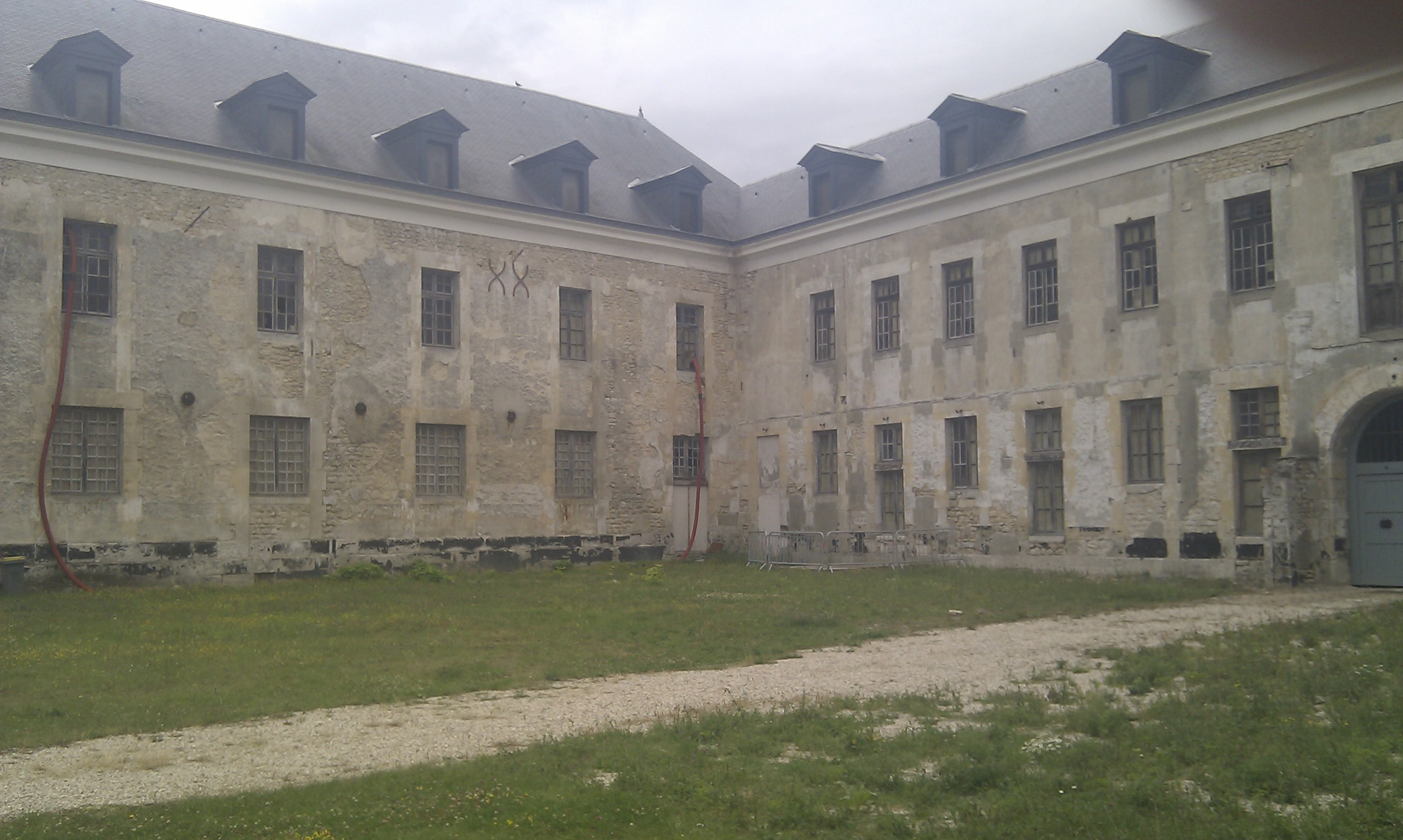
Interior (2012).

## Véase también

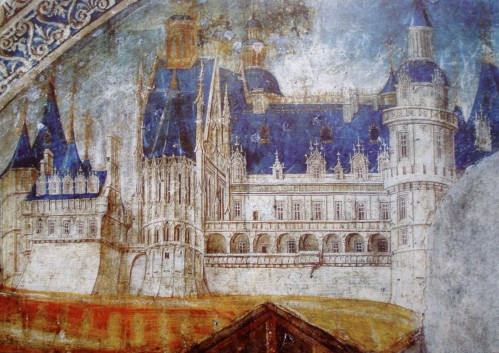
Fresco renacentista en el château piamontés de Gaglianico que reproduce en primer plano el château de Gaillon

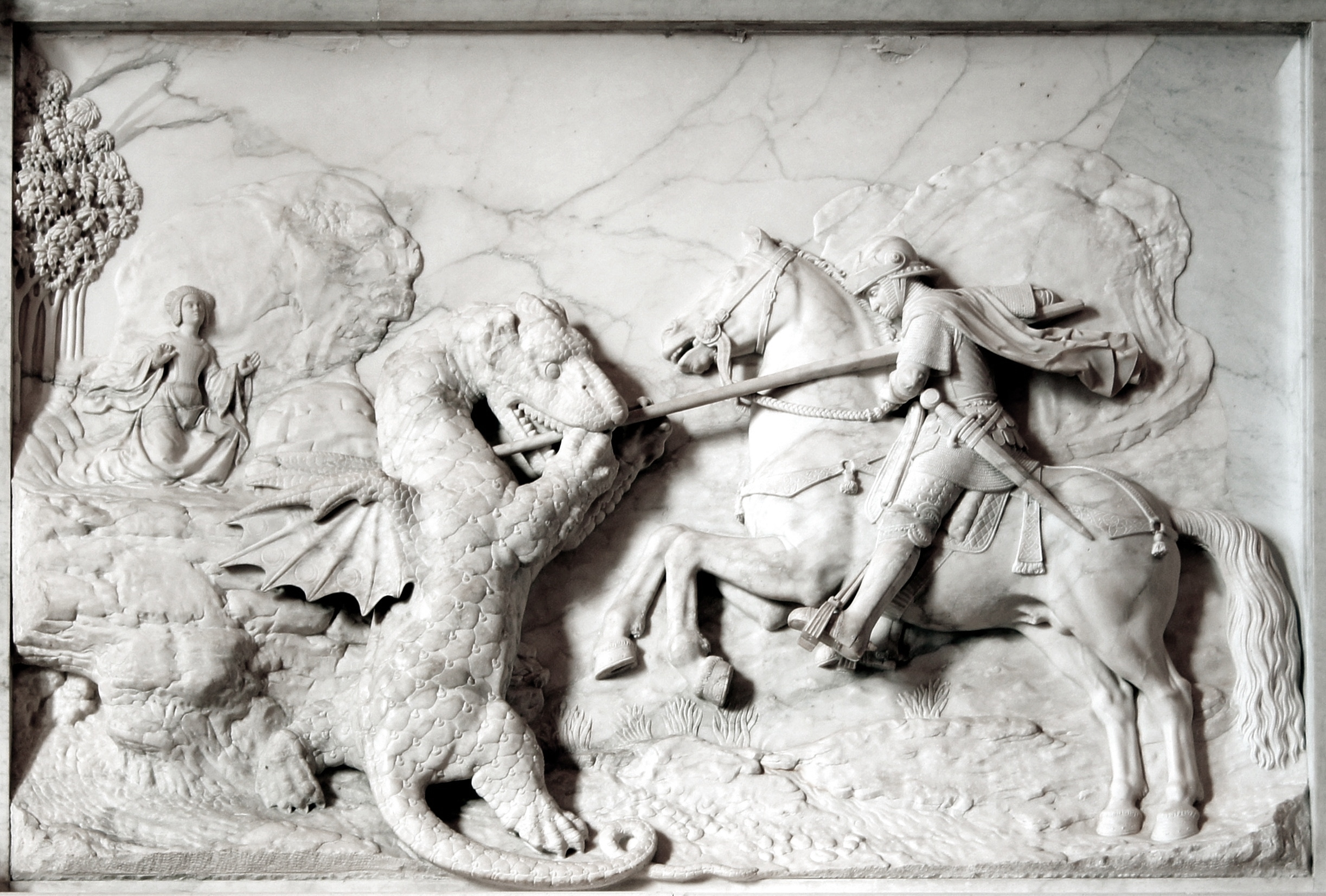
Retablo en mármol de la chapelle haute del château, de Michel Colombe, 1508 - Le Louvre